# Burrillville
Burrillville é uma vila localizada no estado americano de Rhode Island, no condado de Providence. Foi fundada em 1730 e incorporada em 1806.

## Geografia
De acordo com o United States Census Bureau, a vila tem uma área de 147,9 km², onde 142,5 km² estão cobertos por terra e 5,4 km² por água.

## Demografia
Segundo o censo nacional de 2010, a sua população é de 15 955 habitantes e sua densidade populacional é de 111,94 hab/km². Possui 6 419 residências, que resulta em uma densidade de 45,04 residências/km².